# Папа Бенедикт VIII
Папа Бенедикт VIII (лат. Benedictus VIII) је био римски папа од 24. маја 1012. године до 9. априла 1024. године. Умро је у Риму, 15. април 1024. године. Према рачунању Католичке цркве, био је 143. по реду римски бискуп.

## Filioque
Најзначајнији догађај из времена овог римског папе односи се на званично увођење спорног уметка Filioque у обредну праксу Римске цркве. Та одлука је била део ширег историјског процеса. Још од 9. века, Римска црква се постепено удаљавала од свеопштег (васељенског) православља, а затим је почетком 11. века и формално одступила од изворног симбола вере, прихвативши поменути уметак. Ту одлуку је донео управо папа Бенедикт, који је 14. фебруара 1014. године озваничио употребу уметка Filioque у литургијској пракси Римске цркве.
Поменута одлука је имала далекосежне историјске последице, пошто је касније допринела избијању Великог раскола (1054).